# Libros
Libros is een gemeente in de Spaanse provincie Teruel in de regio Aragón met een oppervlakte van 37,91 km². Libros telt 113 inwoners (1 januari 2016).

## Demografische ontwikkeling
Bron: INE, 1857-2011: volkstellingen